# Якоб III (Хорн)
Якоб III фон Хорн (на немски: Jakob III von Horn; † 15 август 1531 при Верчели) е граф на графство Хорн в Нидерландия.

## Биография
Той е големият син на граф Якоб II фон Хорн († 1530) и втората му съпруга Йохана ван Брюге († 1502), дъщеря на Луис ван Брюге († 1492) и Маргарета фон Борселен († 1510).
През 1505 г., заради значимостта му за управлението на Хабсбургска Нидерландия, е приет в „ордена на Златното руно“. Той наследява графството Хорн през 1530 г.
Якоб III фон Хорн е убит на 15 август 1531 г. в битка при Верчели. Той няма деца. Наследен е от по-малкия му брат духовника Йохан († 1540), граф фон Хорн, който осиновява децата от първия брак на съпругата си Анна ван Егмонт.

## Фамилия
Якоб III фон Хорн се жени три пъти и няма деца.
Първи брак: на 14 декември 1501 г. в Мехелн с Маргерита дьо Крой († 7 февруари 1514), дъщеря на граф Филип I дьо Крой, губернатор на Люксембург († 1482), и Валпурга де Морс († 1482).
Втори брак: на 4 септември 1514 г. в Брюксел с Клодина Савойска († 2 май 1528), извънбрачна дъщеря на херцог Филип II Савойски († 1497) и Бона ди Романяно.
Трети брак: през 1530 г. за 14-годишната Анна Бургундска (* 3 април 1516; † 25 март 1551), дъщеря на Адолф Бургундски, граф дьо ла Рош († 1540), и Анна дьо Глимес († 1541). Анна Бургундска се омъжва втори път пр. 29 март 1532 г. за граф Жан V дьо Хенин-Бусю († 12 февруари 1562).